# Suecia en los Juegos Europeos de Bakú 2015
Suecia participó en los Juegos Europeos de Bakú 2015 con una delegación de 76 deportistas. Responsable del equipo nacional fue el Comité Olímpico Sueco, así como las federaciones deportivas nacionales de cada deporte con participación.
La portadora de la bandera en la ceremonia de apertura fue la luchadora Sofia Mattsson.

## Medallistas
El equipo de Suecia obtuvo las siguientes medallas:
| Nombre            | Deporte     | Competición      |
| ----------------- | ----------- | ---------------- |
| Oro               |             |                  |
| Sofia Mattsson    | Lucha libre | 55 kg F          |
| Petter Menning    | Piragüismo  | K1 200 m M       |
| Plata             |             |                  |
| Anna Laurell-Nash | Boxeo       | Medio (–75 kg) F |
| Stefan Nilsson    | Tiro        | Skeet M          |
| Bronce            |             |                  |
| Nikita Glasnović  | Taekwondo   | –57 kg F         |
| Elin Johansson    | Taekwondo   | –67 kg F         |
| Lisa Nordén       | Triatlón    | Individual F     |